# Dendropanax burmanicus
Dendropanax burmanicus är en araliaväxtart som beskrevs av Elmer Drew Merrill. Dendropanax burmanicus ingår i släktet Dendropanax och familjen Araliaceae. Inga underarter finns listade.